# Цицилія
Цицилія, Цецилія — річка в Україні, в межах Ставищенського і Таращанського районів Київської області, ліва притока Гнилого Тікичу (басейн Південного Бугу).

## Опис
Довжина річки 20  км., похил річки — 0,65 м/км. Формується з багатьох безіменних струмків та водойм. Площа басейну 220 км².

## Розташування
Бере початок на південно-східній стороні від села Гостра Могила. Тече переважно на південний схід у межах сіл Полковниче, Ясенівка та Журавлиха. На околиці села Калинове впадає у річку Гнилий Тікич, ліву притоку Тікичу.
Притоки: Юшків Ріг (ліва).